# Tetraonyx batesi
Tetraonyx batesi es una especie de coleóptero de la familia Meloidae.

## Distribución geográfica
Habita en México y Guatemala.